# Demócratas de Cataluña
Demócratas de Cataluña (DC; en catalán: Demòcrates de Catalunya) fue un partido político español de ámbito autonómico catalán. Fundado en 2015 a partir de una escisión de Unión Democrática de Cataluña (UDC), acabó integrándose dentro del partido político Junts per Catalunya en octubre de 2024.
El partido tuvo una ideología democristiana e independentista, abogando por «levantar la suspensión de la DUI» y promover una «movilización social masiva, sostenida y organizada» para lograr la independencia de Cataluña. El partido fue acusado de xenofobia por sus polémicas declaraciones contra los españoles y por sus vínculos con organizaciones abiertamente xenófobas.

## Historia

### Fundación (2015)
El grupo que formaría Demócratas de Cataluña decidió escindirse de Unión Democrática de Cataluña tras la ruptura protagonizada entre este y Convergencia Democrática de Cataluña (CDC), que durante 35 años habían coexistido juntos a través de la marca Convergencia y Unión (CiU). Sus principales impulsores son Antoni Castellà, Núria de Gispert y Joan Rigol.

### Incorporación a "Junts pel Sí" y "Democràcia y Llibertat" (2015)
Poco después de su fundación, el nuevo partido se unió a la alianza independentista Junts pel Sí que concurrió a las elecciones al Parlamento de Cataluña de 2015.
Para las elecciones generales de España de 2015 concurrió bajo la denominación Democràcia i Llibertat.
El 13 de mayo de 2016, Demòcrates de Catalunya anunció que no se presentaría a las elecciones generales del 26 de junio, finalizando de este modo la coalición con CDC.

### Incorporación a "Esquerra Republicana-Catalunya Sí" (2017)
En noviembre de 2017 acordaron ir en las candidaturas de Esquerra Republicana-Catalunya Sí a las elecciones al Parlamento de Cataluña de ese año.
En julio de 2019 su Consell Nacional aprobó apostar por la vía unilateral y la confrontación con el Estado para conseguir la independencia.
A principios de diciembre de 2020 el partido ERC acabaría rompiendo toda relación de colaboración parlamentaria con DC, debido a la participación de este partido en un acto junto a partidos independentistas de extrema derecha.

### Apoyo a "Junts per Catalunya" (2020)
Poco después de la ruptura con ERC, el 29 de diciembre de 2020, esta formación y el partido Junts per Catalunya (vertebrado en torno a la figura del expresidente Puigdemont) alcanzaron un acuerdo electoral de cara a las elecciones al Parlamento de Cataluña de 2021. De esta forma, miembros de DC se incorporarían a las listas de Junts como independientes, sin que ambos partidos integrasen una coalición.

### Integración en "Junts per Catalunya" (2024)
En octubre de 2024, en paralelo a la celebración del congreso de Junts per Catalunya de ese año (en el que Carles Puigdemont retomó la presidencia de dicho partido y Antoni Castellà una de las vicepresidencias), Demòcrates acordó su integración en Junts y la disolución de sus comités ejecutivos y estructura como partido político. 

## Concurrencia a elecciones

### Elecciones municipales de 2023
Se presentó bajo la coalición Compromís Municipal.

### Elecciones catalanas de 2024
En las elecciones al Parlamento de Cataluña de 2024 se presentó en coalición electoral con Junts per Catalunya bajo la denominación Junts+Carles Puigdemont per Catalunya.

### Elecciones europeas de 2024
En las elecciones al Parlamento Europeo de 2024 se presenta en la coalición electoral Junts i Lliures per Europa.